# Bifrenaria clavigera
Bifrenaria clavigera Rchb.f. (1865), es una especie de orquídea epifita originaria de Brasil.
Pertenece a las Bifrenarias pequeñas, sección Stenocoryne.  Mientras que Bifrenaria silvana es la más pequeña planta, esta es la que tiene las flores más pequeñas.  Esta especie está muy cercana a Bifrenaria racemosa, se distingue por la forma de los callos del labelo, que en esta especie es más redondeado y se agranda en la parte superior. Algunos  consideran que sólo son dos variedades de la misma.

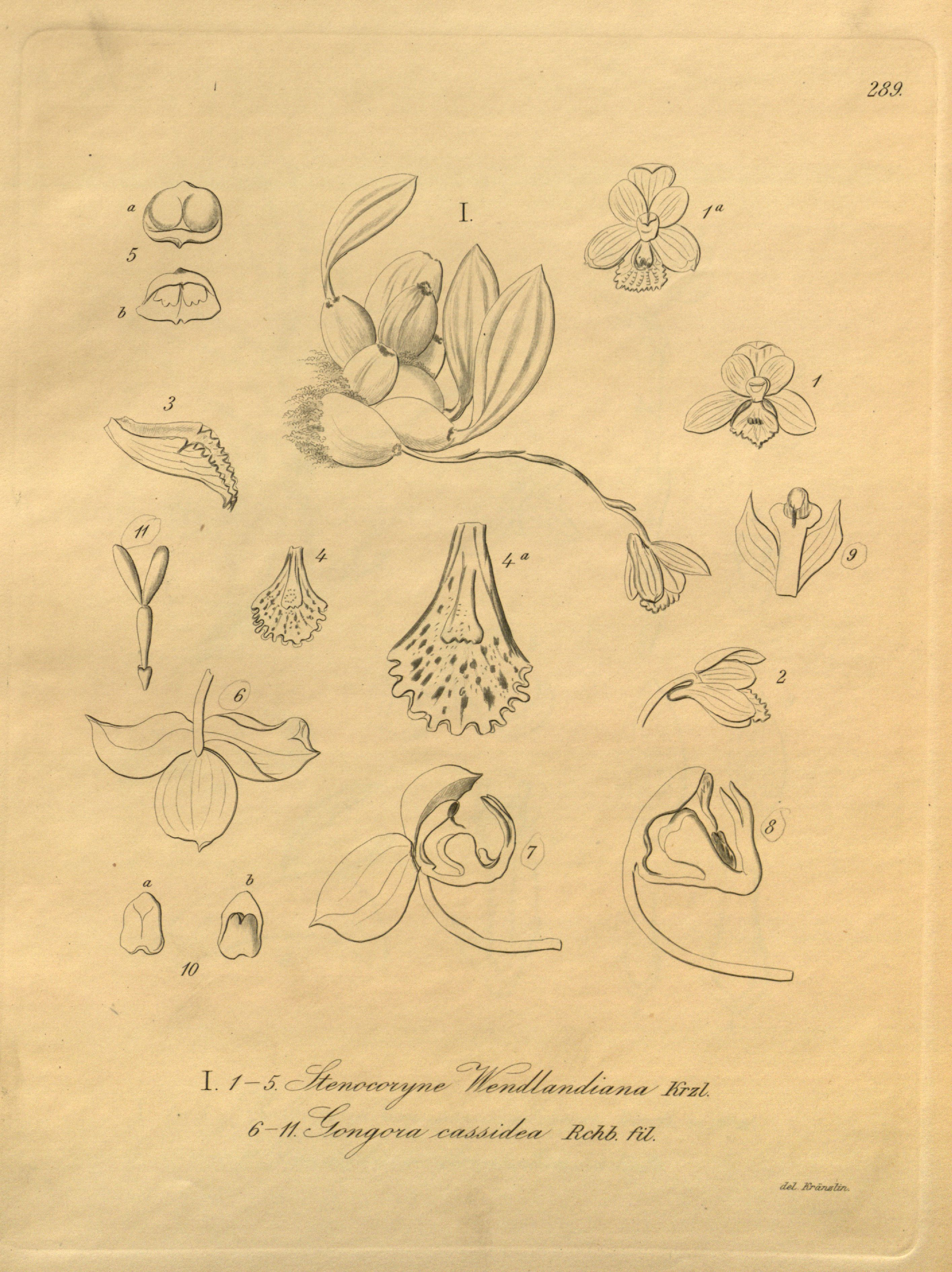

## Características
Es una orquídea de pequeño tamaño, que prefiere clima cálido a fresco. Es epífita con un pseudobulbo tetragonal-cónico, ligeramente comprimido que lleva a una única hoja  oblanceolada, acuminada y que florece  sobre una inflorescencia basal, de 6 cm de largo, rígida, con 2 a 3 flores fragantes de 2 cm de longitud, envuelto por brácteas y obovado-lanceoladas y acuminadas. La floración se produce en la primavera.

## Distribución y hábitat
Se encuentra en los estados de Río de Janeiro y Espíritu Santo de Brasil en los bosques lluviosos de montaña en alturas de 800 a 1000 m s. n. m.

## Taxonomía
Bifrenaria clavigera fue descrito por Heinrich Gustav Reichenbach y publicado en Hamburger Garten- und Blumenzeitung 21: 269. 1865. (1832))
Etimología
Bifrenaria: nombre genérico que deriva de las palabras griegas: bi (dos); frenum freno o tira. Aludiendo a los dos tallos parecidos a tiras, estipes que unen los polinios y el viscídium. Esta característica las distingue del género Maxillaria.

clavigera: epíteto latino que significa "masa coherente".
Sinonimia
- Adipe clavigera (Rchb.f.) M.Wolff 1990;
- Adipe wendlandiana (Kraenzl.) M.Wolff 1990;
- Bifrenaria wendlandiana (Kraenzl.) Cogn. 1902;
- Stenocoryne wendlandiana Kraenzl. 1896[3][6][7]